# Bernardo Garza Sada
Bernardo Garza Sada (Monterrey, Nuevo León, 1930, 1 de enero - ibídem, Monterrey, 7 de noviembre de 2009) fue un empresario mexicano que fundó varias empresas y dirigió por más de veinte años al Grupo Industrial Alfa, conglomerado formado por más de ciento cincuenta empresas filiales con presencia en el sector petroquímico, de alimentos y autopartes. En sus inicios, Alfa producía acero, pero diversifica sus actividades.

## Estudios y familia
Fue nieto de Isaac Garza Garza, sus padres fueron Roberto Garza Sada y Margarita Sada García. Realizó sus estudios en el Instituto Tecnológico de Massachussets (MIT). Contrajo matrimonio con Silvia de la Fuente, con quien tuvo tres hijos: Silvia, Bernardo y María Eugenia.

## Ámbito empresarial
En 1965, fue fundador de Televisión Independiente de México, de esta forma llegó a formar parte del Consejo de accionistas del Grupo Televisa, el cual era liderado por Emilio Azcárraga Milmo.
Fue presidente de la Cámara de la Industria de Transformación de Nuevo León (CAINTRA) durante el periodo 1970-1972.

## Dirección de Alfa
En 1973, tras el asesinato de su tío Eugenio Garza Sada y del retiro de las actividades empresariales de su padre, asumió la dirección del Grupo Industrial Alfa, el cual lideró hasta 1994. Durante su gestión el grupo creció y se diversificó de manera importante, a partir de la sólida generación de efectivo proveída por las operaciones de HYLSA, la empresa acerera del Grupo, al adquirirse en 1975 primero Polioles (fabricante de etilén glicol) y Nylmex (fibras sintéticas, en asociación con la empresa estadounidense Dupont). Posteriormente, en 1977, estableció la división fibras-petroquímica, integrando bajo una sola administración las empresas petroquímicas Polioles y Petrocel, por un lado, y el binomio Nylmex y Fibras Químicas (que integradas se denominaron Akra, produciendo fibras sintéticas) por el otro. Se agregaría después Terza, fabricante de alfombras a ese conglomerado. En 1979, mediante una asociación con Ford fundó Nemak, empresa de producción de autopartes de aluminio de alta tecnología; y en 1980, se creó Sigma Alimentos, a partir de la compra de la empresa FUD, fabricante de jamones y embutidos.
En 1982, el Grupo Industrial Alfa estuvo al borde de la quiebra al devaluarse el peso mexicano y provocar que los pasivos en dólares de las empresas del grupo, pasivos generados para apalancar su crecimiento, multiplicaran insosteniblemente su valor en pesos mexicanos, sin que se diera concomitantemente un incremento de los ingresos de las empresas. Por tal motivo, durante la administración de Bernardo Garza Sada, una cuarta parte de las acciones del grupo fue cedida a sus acreedores, aunque más tarde serían casi en su totalidad re-adquiridas por el Grupo. El rescate del grupo se dio además por la intervención del gobierno federal mexicano, que a través de Banobras, banco paraestatal, apoyó financieramente las operaciones de las empresas.

## Cultura y educación
En el ámbito cultural y educativo dirigió la fundación del Planetario Alfa y contribuyó con Instituto Tecnológico y de Estudios Superiores de Monterrey (ITESM), la Universidad de Monterrey, la Universidad Regiomontana, la Escuela Superior de Música y Danza de Monterrey.
Murió el 7 de noviembre de 2009 a consecuencia de un fallo respiratorio.